# Armadillidium willii
Armadillidium willii is een pissebed uit de familie Armadillidiidae. De wetenschappelijke naam van de soort is voor het eerst geldig gepubliceerd in 1835 door Koch.